# Ludwig Drums
Ludwig Drums — американська компанія, виробник музичних інструментів, заснована 1909 року. 

## Історія
Компанію заснували 1909 року в Чикаго барабанщик Вільям Ф. Людвіг і його молодший брат Теобальд, назвавши її Ludwig & Ludwig. Вони випускали власні барабани, педалі та чохли, включаючи запатентовану педаль для бас-барабана з дерева, а також продавали інструменти Leedy та тарілки Zildjian. Невдовзі до сімейного бізнесу доєдналася їхня сестра та її чоловік Роберт С. Данлі, який зголосився стати інженером. 1918 року Тео Людвиг помер під час епідемії «іспанки», після чого Боб Людвіг та Роберт Данлі повністю зосередилися на виробництві інструментів (до цього Людвіг грав в Чиказькому симфонічному оркестрі, а Данлі працював у International Harvester).
Протягом 1920-х років компанія випускала не тільки барабани, але й банджо, започаткувавши журнали Ludwig Drummer та Ludwig Banjoist. Високий попит на інструменти зберігався до 1927 року, коли Warner Brothers випустили мюзикл «Співак джазу», що започаткував еру звукового кіно, залишивши багатьох музикантів без роботи. 1929 року розпочалася «Велика депресія», Данлі залишив компанію, а Білл Людвіг продав Ludwig & Ludwig президенту компанії C. G. Conn.
Попри те, що однією з вимог Людвіга було збереження виробництва в Чикаго, невдовзі обладнання було перевезено в Елкгарт, штат Індіана, де вироблялися одночасно інструменти фірм Ludwig & Ludwig та Leedy. Незадоволений ставленням з боку Conn Company, 1936 року Людвіг залишив компанію та започаткував власну фірму WFL Drum Company, названу відповідно до власних ініціалів (William Frederick Ludwig). Протягом наступних 20 років WFL та Ludwig & Ludwig залишалися конкурентами. 1950 року Ludwig & Ludwig формально злилася з Leedy та була перейменована на Leedy & Ludwig, а обладнання, що вироблялося на заводі Ludwig & Ludwig, ставилося лише на найдешевші моделі.
1955 року власники Leedy & Ludwig вирішили продати компанію. Частину Leedy придбав Бад Слінгерленд-молодший, а Ludwig — скориставшись можливістю повернути власний бренд — Білл Людвіг-старший та його син Білл Людвіг-молодший, заплативши за патенти та обладнання 180 тис. доларів. У 1960-ті роки компанія стала неймовірно популярною після того, як на барабанах Ludwig на Шоу Еда Саллівана зіграв Рінго Старр з The Beatles. За часів «бітломанії» виробництво працювало майже без перерв та вихідних, виробляючи понад сто комплектів для ударних установок щодня.
1968 року компанію було перейменовано на Ludwig Industries. В 1970-ті роки одним з головних ендорсерів бренду став Джон Бонем з Led Zeppelin. Після того, як 1973 року помер Вільям Ф. Людвіг-старший, президентом компанії став Вільям Ф. Людвіг-молодший. 1981 року і він пішов на пенсію, а компанію було продано іншому виробнику музичних інструментів The Selmer Company. 1984 року виробництво інструментів було перенесено з Чикаго до Монро, штат Північна Кароліна. 2002 року Selmer об'єдналися із C. G. Conn, і Ludwig стали частиною батьківської компанії Conn-Selmer.